# اندونزی شرقی
اندونزی شرقی (انگلیسی: Eastern Indonesia) یکی از سه منطقه جغرافیایی اصلی اندونزی است، دو منطقه دیگر اندونزی غربی و اندونزی مرکزی هستند.